# تونا الجبل
تونا الجبل (انگلیسی: Tuna el-Gebel)، نکرپولیس و شهر مردگان الاشمونین است که بزرگترین شهر مردگان یونانی-رومی مصر به شمار می‌رود که عمر آن به پادشاهی نوین مصر بازمی‌گردد. از شهر مردگان در دوره بطلمیوسی به کرات استفاده شده است. این نکرپولیس در استان منیا در مصر میانی واقع شده است.